# Projeto Constitucional Girondino

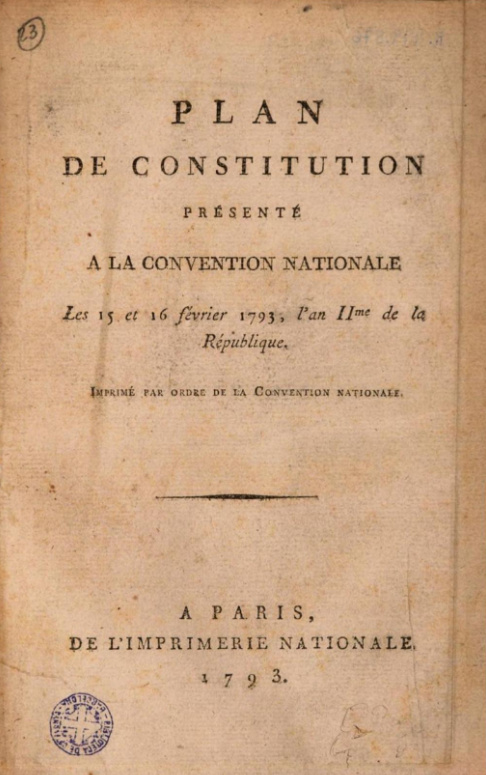
Original do Plano Constitucional Girondino (1793).

O Projeto Constitucional Girondino (Plan de Constitution présenté à la Convention nationale, l'an II de la République, no original) foi um projeto de constituição elaborado pelos girondinos (ou Brissotinos) e apresentado à Convenção Nacional por Nicolas de Caritat, antigo Marquês de Condorcet, em 15 e 16 de fevereiro de 1793, logo após a queda da monarquia francesa e a consequente anulação da Constituição de 1791.
Com a queda dos girondinos, o projeto seria suplantado pela Constituição de 1793 (Ano I), elaborada pelos jacobinos de Maximilien de Robespierre. Contudo, serviria, em partes, como inspiração para a Constituição de 1795 (Ano III), que daria origem ao Diretório, última fase da Revolução Francesa.
O projeto foi apoiado por políticos proeminentes e figuras ilustres do processo revolucionário francês, como Jérôme Pétion de Villeneuve, Pierre Victurnien Vergniaud, Thomas Paine e o Abade Sieyès.

## Princípios

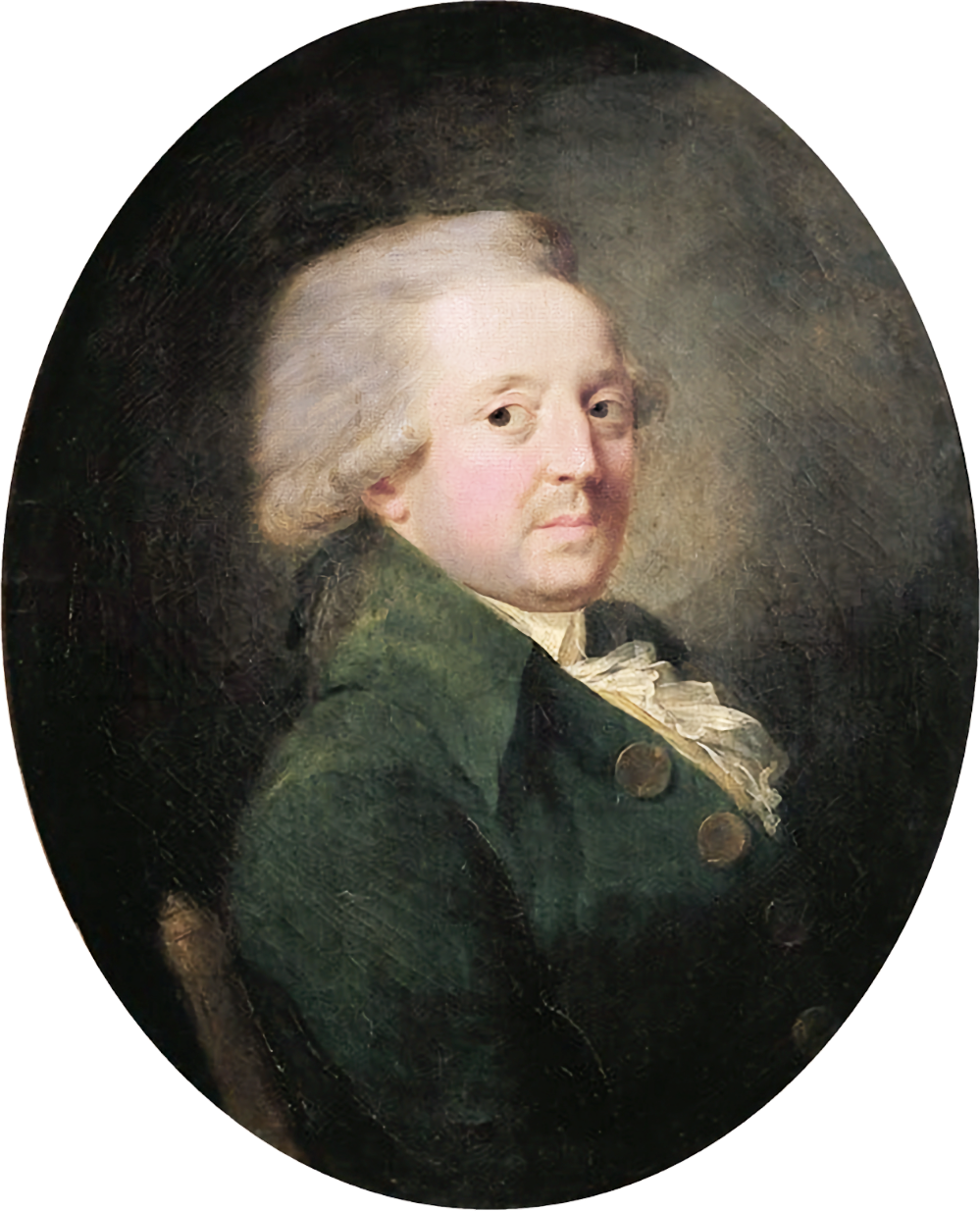
Marquês de Condorcet, principal arquiteto do Projeto Constitucional Girondino de 1793.

Na exposição dos princípios e motivos do esquema constitucional que apresenta à Convenção, Condorcet começou seu discurso por uma descrição do que, segundo ele, seria o “problema a se resolver”:
Dar a um território de vinte e sete mil léguas quadradas, habitado por vinte e cinco milhões de indivíduos, uma constituição que, fundada unicamente nos princípios da razão e da justiça, garanta aos cidadãos o pleno gozo dos seus direitos; deve-se combinar as partes desta constituição, de modo que a necessidade de obediência às leis, a submissão das vontades individuais à vontade geral, permitam a subsistência, em toda a sua extensão, da soberania do povo, da igualdade entre os cidadãos e do exercício da liberdade natural.
Outros princípios do projeto eram:
- A unidade e indivisibilidade da República;
- Um sistema unicameral;
- Um Conselho Executivo e sua subordinação ao Poder Legislativo;
- A divisão administrativa do território em grandes comunas;
- O julgamento por júri em assuntos civis;
- A instituição de um júri nacional para julgar casos de ofensa à liberdade do povo ou à segurança do Estado.
- A abolição da pena capital para todos os crimes que envolvam particulares;
- Os mesmos direitos políticos para todos os homens com 21 anos ou mais, nascidos na França ou estabelecidos no país há pelo menos um ano;
- Elegibilidade para todos os cidadãos com 25 anos ou mais.

O projeto acompanhava, ainda, uma declaração de direitos, inspirada na Declaração dos Direitos do Homem e do Cidadão de 1789. Seu primeiro artigo declarava os direitos naturais, civis e políticos dos homens; os artigos 2.º a 9.º tratavam da liberdade e da igualdade e definiam estes dois termos; os artigos 10.º a 22.º tratavam da segurança e da propriedade; o Artigo 23.º declarava o direito à instrução elementar; os artigos 25.º a 30.º tratavam da segurança social; os artigos 31.º e 32.º tratavam da resistência à opressão; o Artigo 33.º, o último, declarava o direito do povo de rever, reformar e modificar a constituição.

## Características

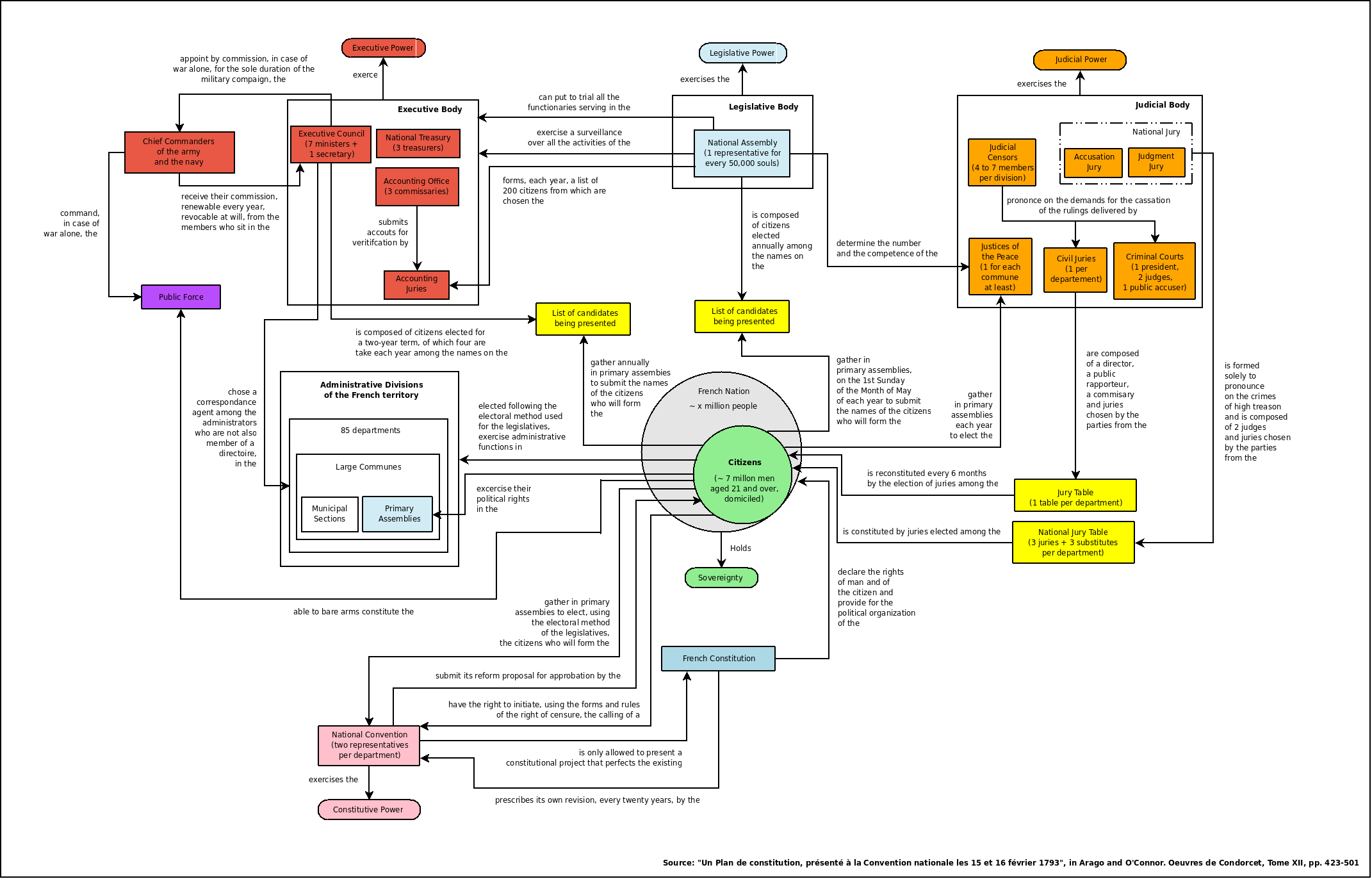
Esquema explicativo do Projeto Constitucional Girondino (em inglês).

### Cidadania
A qualidade de cidadão seria concedida aos homens com idade igual ou superior a 21 anos, após residência ininterrupta de um ano em solo francês. Todos os cargos públicos estariam abertos a cidadãos com idade igual ou superior a 25 anos. Além do direito de voto, os cidadãos gozariam do direito de petição e do direito de censurar os atos emanados de seus representantes.

### Sistema eleitoral
O sistema eleitoral seria indireto, sendo as eleições realizadas em duas votações: a primeira destinada à preparação da lista de candidatos e a segunda utilizada para a eleição dos candidatos constantes dessa lista. No momento da primeira votação, o eleitor registrado receberia uma cédula de voto com seu nome, sendo formada uma lista com os nomes mais votados. No momento da segunda votação, os eleitores receberiam outra cédula, com duas colunas, uma denominada “Primeira Coluna Eleitoral” e outra denominada “Coluna Adicional”. Se um candidato obtivesse a maioria dos votos na primeira coluna, seria eleito imediatamente. Caso contrário, somariam-se os votos das duas colunas e seriam eleitos aqueles que assim obtivessem a maioria.

### Poderes
O Poder Executivo seria composto por um conselho de oito membros: sete ministros e um secretário. A legislação, a guerra, as relações exteriores, a marinha e as contribuições públicas teriam, cada uma, seu próprio ministro. Um sexto ministro seria responsável pela agricultura, comércio e manufaturas e um sétimo pelas obras, edifícios públicos e artes. A presidência do conselho passaria de um ministro para outro a cada quinze dias, o conselho seria renovado semestralmente todos os anos e seus membros seriam eleitos por dois anos.
O Poder Legislativo seria unicameral e renovado durante as eleições realizadas no primeiro domingo de maio de cada ano. Deveria haver um representante para cada cinquenta mil cidadãos e substitutos em igual número. Os deputados exerceriam as funções de presidente e secretários da Assembleia Nacional Francesa durante, no máximo, um mês.
A justiça civil e criminal (Poder Judiciário) seriam fundidas num código jurídico uniforme para toda a república. Haveria pelo menos um Juiz de Paz por comuna, eleito por um ano e que faria justiça gratuitamente para a conciliação das partes. Nos assuntos criminais, a pena de morte seria abolida para crimes privados. Um júri nacional proferiria vereditos sobre crimes de alta traição determinados por um código penal.